# Werk Glockenberg

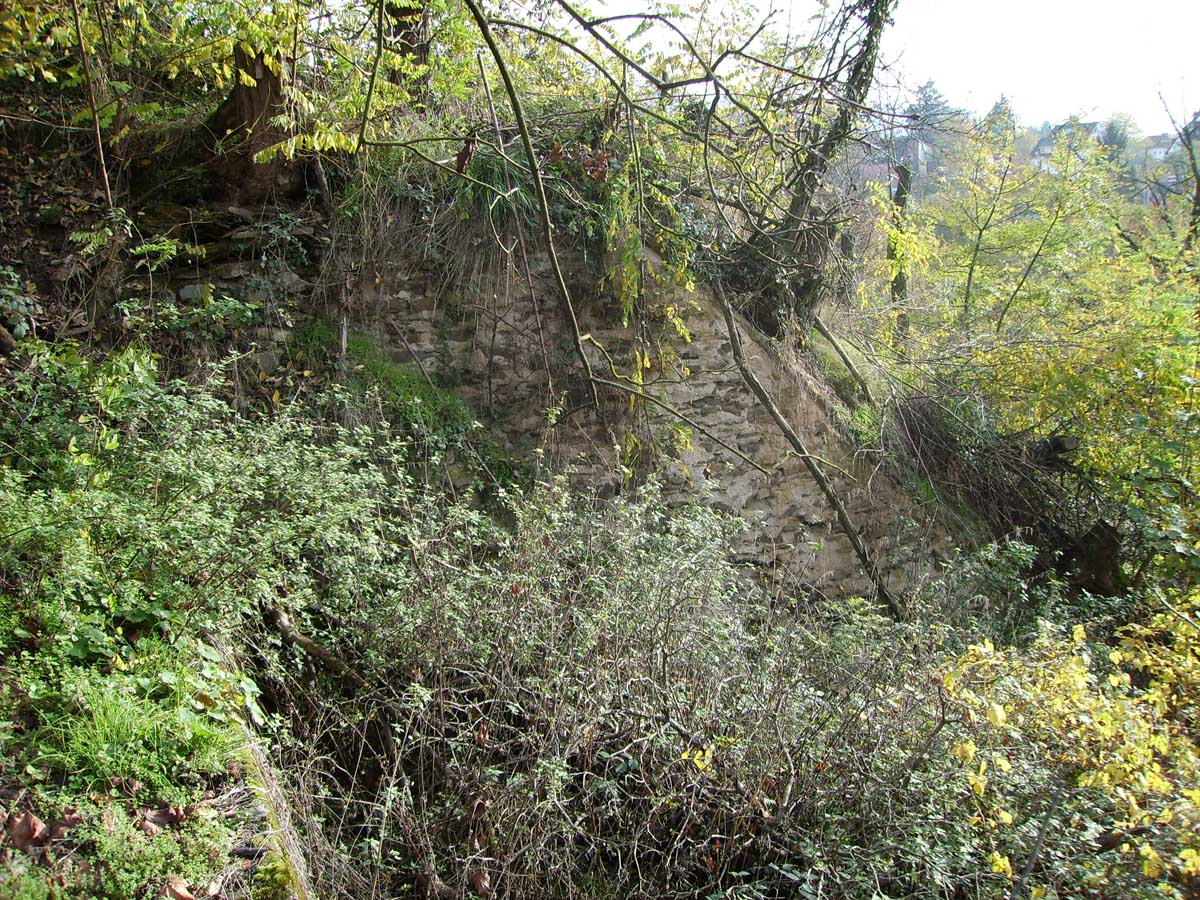
Reste des Werks Glockenberg

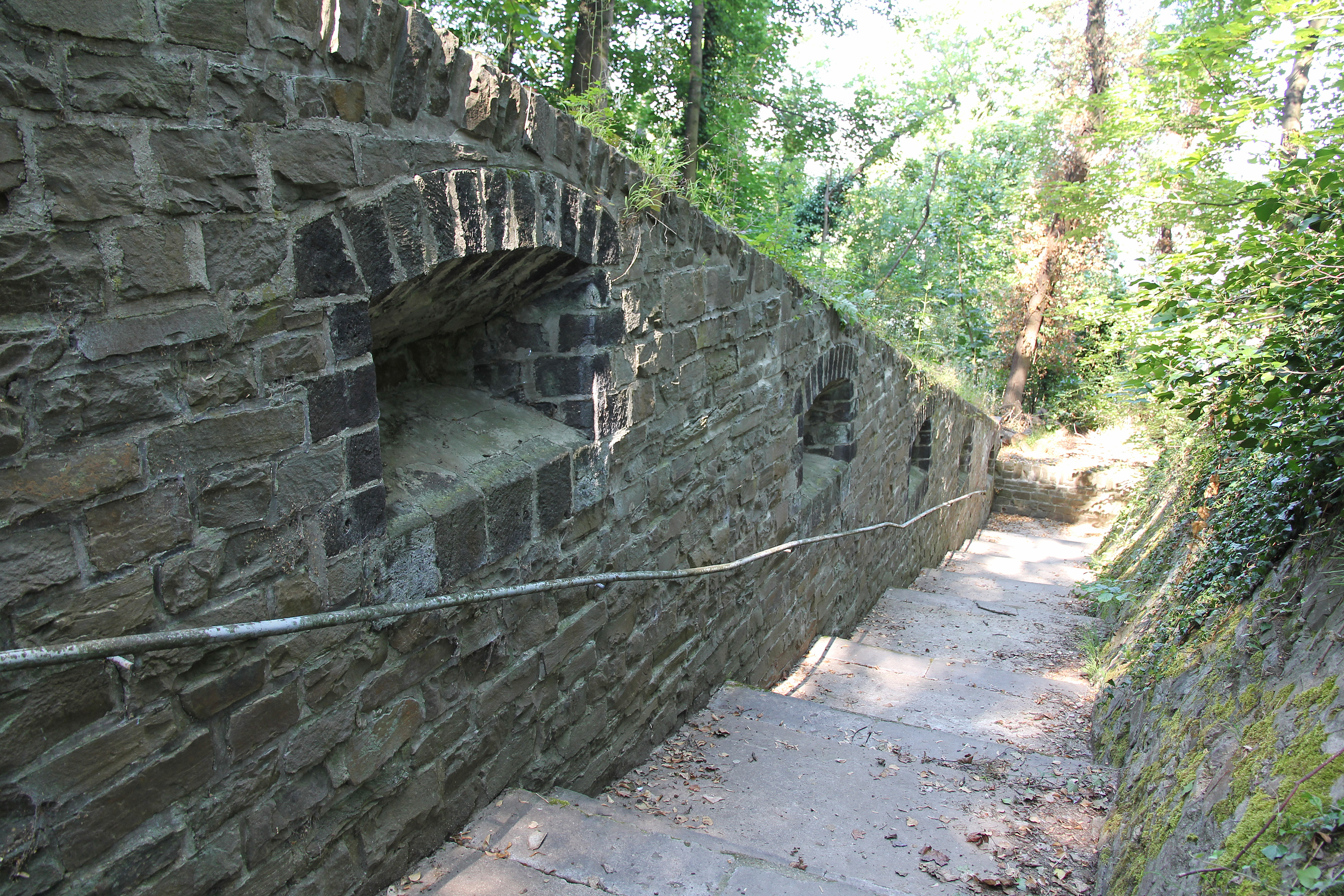
Teufelstreppe

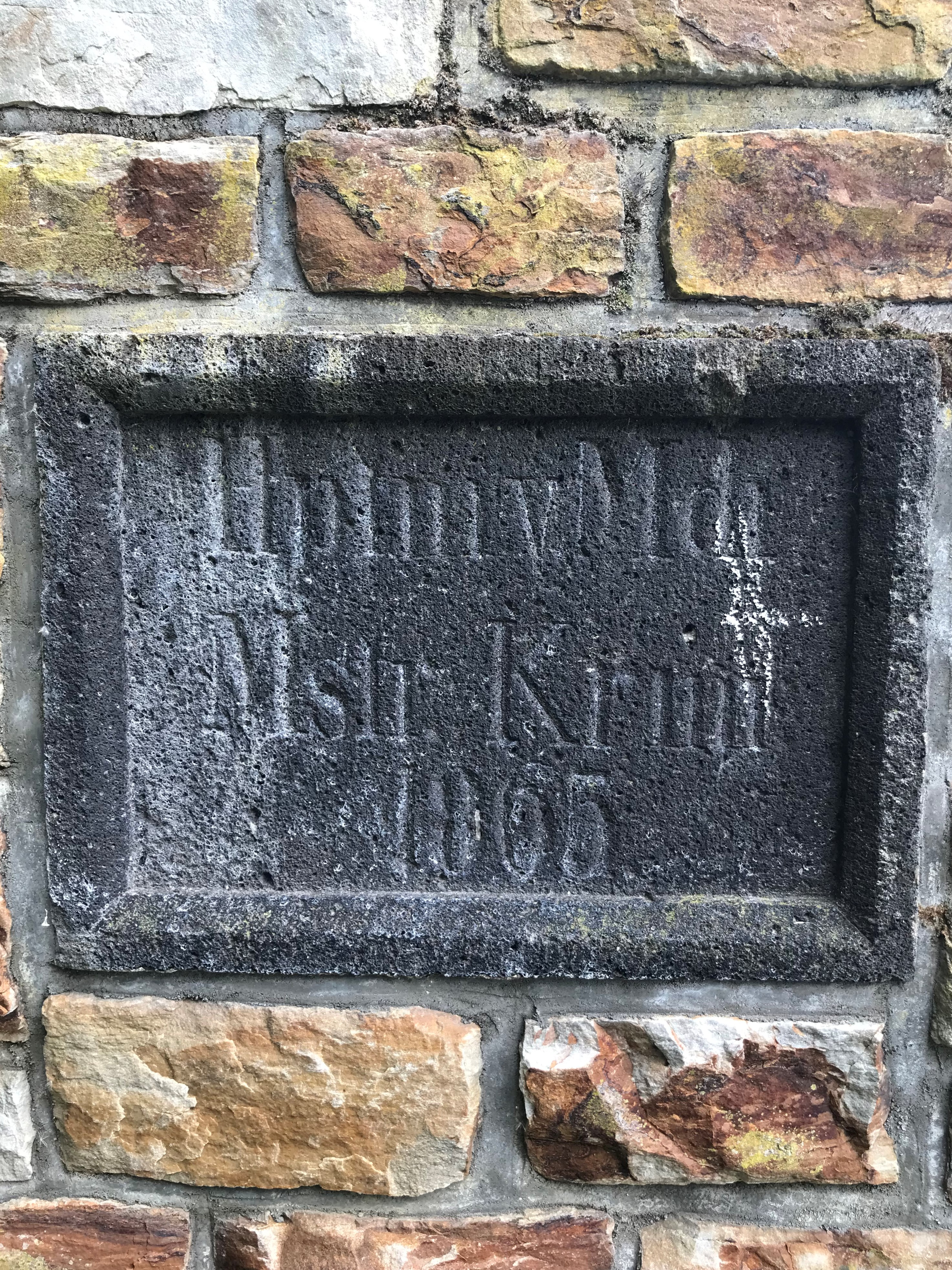
Gedenktafel am westlichen Ende bzw. Anfang der Teufelstreppe am Fußweg neben der B42 mit der Inschrift Hptm v. Mch / Mstr Krim / 1865

Das System Pfaffendorfer Höhe auf der rechten Rheinseite mit dem Werk Glockenberg (Mitte links untere Hälfte)

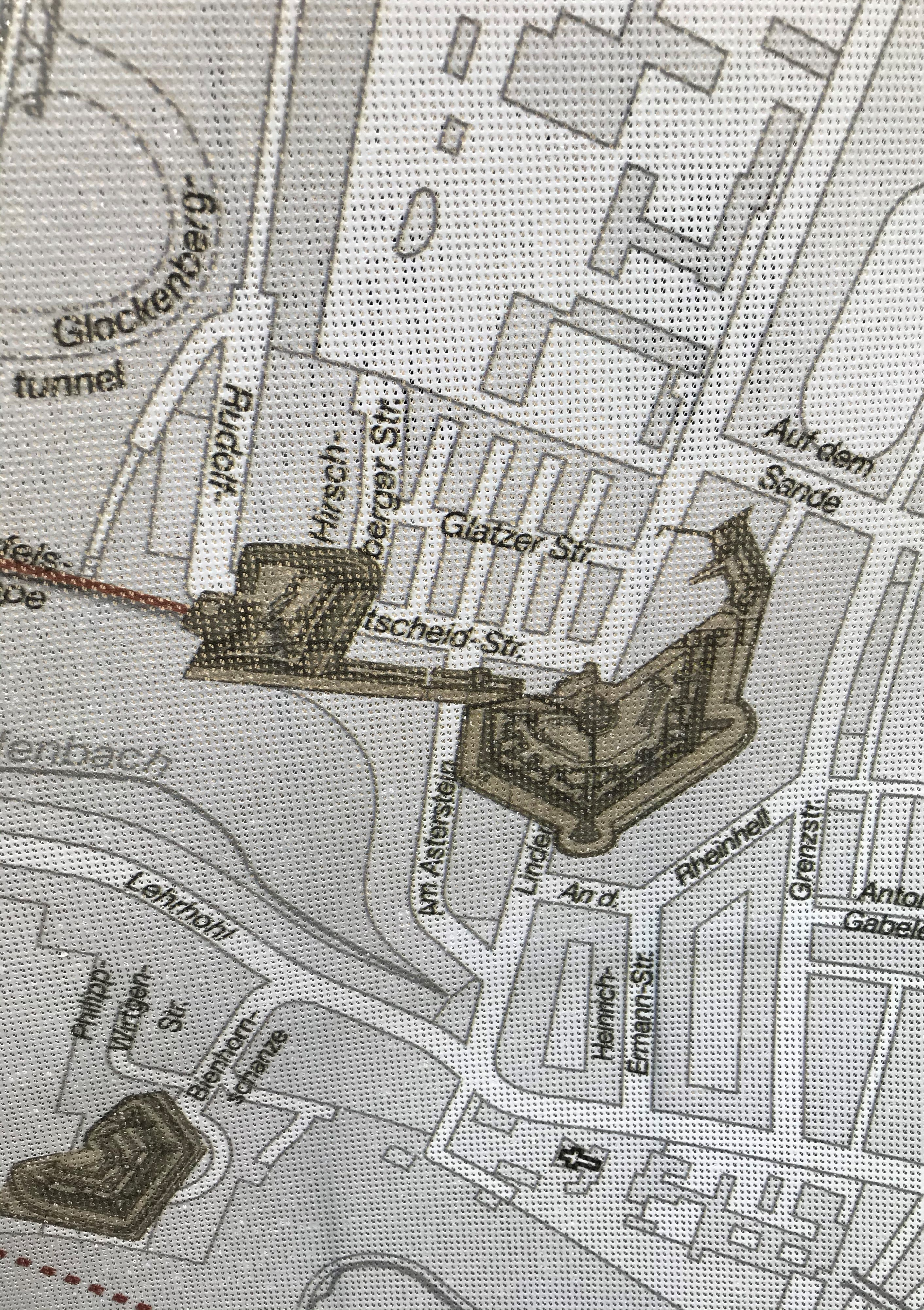
Ansicht u. a. des Werks Glockenberg am heutigen Standort in der Rudolf-Breitscheid-Straße.

Das Werk Glockenberg war Teil der preußischen Festung Koblenz und gehörte zum System Pfaffendorfer Höhe. Von dem 1822 erbauten und in den 1920er Jahren geschleiften Werk sind im heutigen Koblenzer Stadtteil Asterstein nur noch Reste und ein Teil der Teufelstreppe erhalten.

## Geschichte
Das Werk Glockenberg wurde 1822 südlich des Forts Asterstein als zweistöckiger Turm in Form einer Halbredute erbaut. Im Jahr 1900 wurde das Werk aufgegeben, der Wall nach 1906 planiert. Nach dem Ersten Weltkrieg musste die Anlage, wie auch die anderen Koblenzer Festungswerke, in Ausführung des Artikels 180 des Versailler Vertrags, entfestigt werden. Zur Zerstörung vorgesehen waren die Grabenmauern, zwei Grabenwehren, zwei Munitionsräume, eine Kaponniere usw. Die Verbindung zu Fort Rheinhell sollte mit Breschen versehen werden. Für den Turm und die Treppenanlage zur Horchheimer Torbefestigung (die sogenannte Teufelstreppe) stellte das Entfestigungsamt Koblenz einen Erhaltungsantrag.
Die Arbeiten auf dem Glockenberg begannen am 18. April und wurden am 13. Juli 1927 fertig gemeldet, allerdings unter dem Vorbehalt der noch ausstehenden Entscheidung zum Erhaltungsantrag, dem schließlich stattgegeben wurde. Die verbliebenen Reste der Anlage, hauptsächlich der Turm, wurden 1935 größtenteils beseitigt. Bei der Neubebauung des Grundstücks in den 1950er Jahren durch den neuen Eigentümer, dem städtischen Grünflächen- und Friedhofsamt unter der Leitung von Hans Wilhelm Mutzbauer, wurde ein Teil der noch vorhandenen Kellergewölbe überbaut, wodurch sich die ehemaligen Küchenräume des ursprünglichen Turms sowie das als Vorratsraum genutzte Untergeschoss eines zweistöckigen Anbaus von 1864 erhalten haben. Hier findet sich auch eine Gedenktafel mit der Inschrift Hptm. Sntg. / Pr Lt. Frdhm. / Mstr. Mcklr. / 1864 (= Hauptmann Sontag / Premier-Leutnant Friedheim / Meister Maeckler / 1864). Daneben existiert noch ein nicht näher definierter, etwa vier Meter langer Mauerzug im Bereich des ehemaligen Grabens zum Fort Rheinhell.
Die Teufelstreppe, von der nach dem Ausbau der B 42 in den 1990er Jahren nur noch die Hälfte ihrer ursprünglichen Länge erhalten ist, war einige Jahre dem Verfall preisgegeben und demzufolge für den Fußgängerverkehr gesperrt. Im Juni 2012 wurde die Treppe auf Initiative des Pfaffendorfer Verschönerungsvereins und der Karnevalsgesellschaft General von Aster in einer groß angelegten Säuberungsaktion von Dreck und Unrat befreit. Eine Entscheidung über eine Wiedereröffnung der Teufelstreppe, die immerhin die kürzeste Verbindung zwischen dem Asterstein über Pfaffendorf zur Innenstadt darstellt, zog sich zunächst hin. Am 11. Juli 2014 wurde die wiederhergerichtete Teufelstreppe der Öffentlichkeit übergeben. Auch dort befindet sich eine Gedenktafel mit der Inschrift Hptm v. Mch / Mstr Krim / 1865 (= Hauptmann von Mach / Meister ? / 1865).

## Denkmalschutz
Die Teufelstreppe und die Überreste des Werks Glockenberg sind ein geschütztes Kulturdenkmal nach dem Denkmalschutzgesetz (DSchG) und in der Denkmalliste des Landes Rheinland-Pfalz eingetragen. Sie liegen in Koblenz-Asterstein (bei) Rudolf-Breitscheid-Straße 21.
Seit 2002 sind die Teufelstreppe und die Überreste des Werks Glockenberg Teil des UNESCO-Welterbes Oberes Mittelrheintal.